# Foy (Belgio)
Foy (pronuncia: [foj]) è un villaggio del Belgio, situato a nord di Bastogne, di cui amministrativamente è parte. Prima della fusione di comuni del 1977 era invece parte di Noville, inglobata appunto da Bastogne.
È soprattutto noto per essere stato teatro di combattimenti nel corso della seconda guerra mondiale.

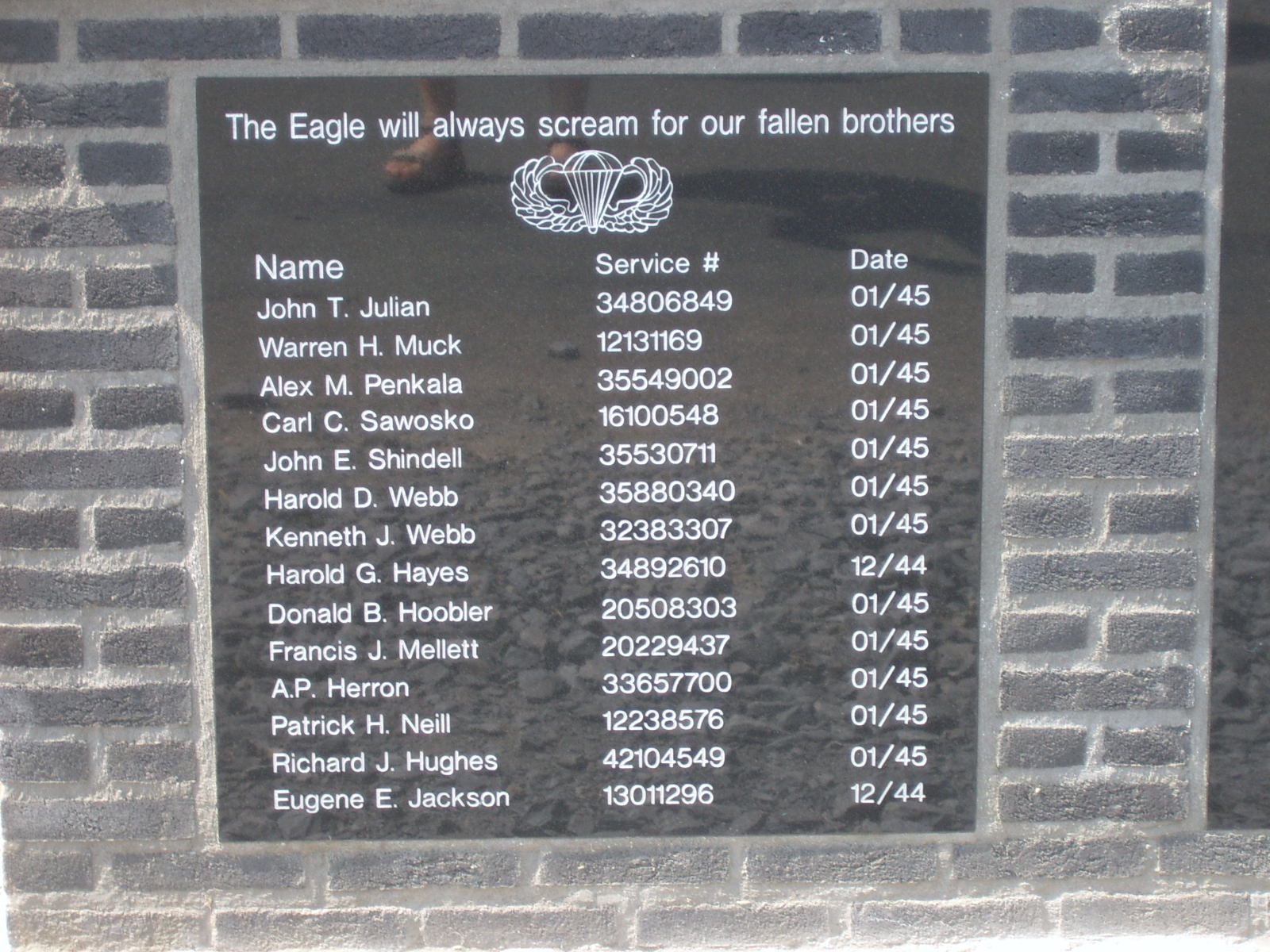
Dettaglio del monumento dedicato ai 14 caduti della Compagnia Easy della 101ª Divisione Aviotrasportata